# Bisbat d'Évry-Corbeil-Essonnes
El bisbat d'Évry-Corbeil-Essonnes  (francès: Diocèse d'Évry-Corbeil-Essonnes, llatí: Dioecesis Evriensis-Corbiliensis-Exonensis) és una seu de l'Església Catòlica a França, sufragània de l'arquebisbat de París. Al 2013 tenia 852.900 batejats sobre una població de 1.232.000 habitants. Actualment està regida pel bisbe Michel Armand Alexis Jean Pansard.

## Territori
La diòcesi comprèn el departament francès de l'Essonne, a més dels municipis de Bonnelles i Sainte-Mesme al departament d'Yvelines.
Limita a l'oest amb el bisbat de Versalles, al nord amb els de Nanterre i de Créteil, a est amb el de Meaux i al sud amb els de Chartres i d'Orléans.
La seu episcopal és la ciutat de Évry, on es troba la catedral de la Resurrecció. A Corbeil-Essonnes es troba la cocatedral de Sant Esuperi. A Longpont-sur-Orge es troba la basílica menor de Notre-Dame de Bonne-Garde.
El territori s'estén sobre 1.819 km², i està dividit en 110 parròquies, agrupades en 5 vicariats i 22 sectors parroquials.

## Història

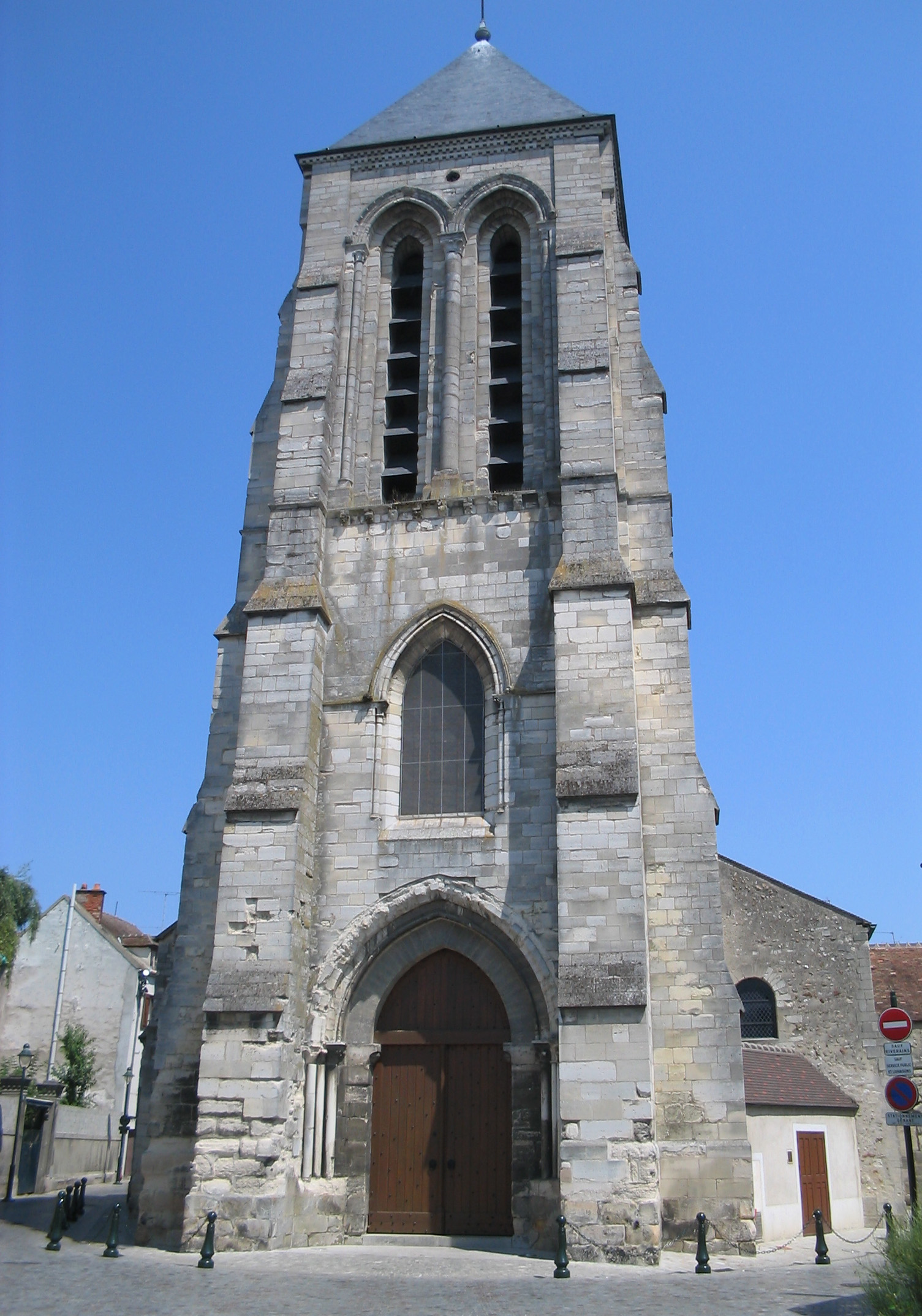
La cocatedral de Sant Esuperi de Corbeil-Essonnes.

La diòcesi de Corbeil va ser establerta el 9 d'octubre de 1966 amb la butlla Qui volente Deo del Papa Pau VI, amb territori desmembrat de la diòcesi de Versalles. La diòcesi pertany, des de la seva fundació, a la província eclesiàstica de l'arxidiòcesi de París. El primer bisbe va ser Albert-Georges-Yves Malbois, que era bisbe auxiliar a Versailles.
La seu episcopal primitiva era la ciutat de Corbeil, on l'església Sant'Esuperi, dedicada al primer bisbe de Bayeux i construïda des del segle xii va ser convertida en catedral.
Va prendre el nom de la diòcesi d'Évry-Corbeil-Essonnes l'11 de juny de 1988, segons el decret Cum intra fines de la Congregació per als Bisbes. Al mateix temps, la seu episcopal es va traslladar a la ciutat d'Évry. La nova catedral va ser consagrada el 8 de maig de 1997 i va rebre la visita del papa Joan Pau II el 22 d'agost següent.
La diòcesi va celebrar dos sínodes, que van tenir lloc en els períodes triennals de 1987-1990 e 2004-2007.

## Cronologia episcopal
- Albert-Georges-Yves Malbois † (9 d'octubre de 1966 - 13 de setembre de 1977 renuncià)
- Guy Alexis Herbulot (12 de maig de 1978 - 15 d'abril de 2000 jubilat)
- Michel Marie Jacques Dubost, C.I.M. (15 d'abril de 2000 - 1 d'agost de 2017 jubilat)
- Michel Armand Alexis Jean Pansard, des de l'1 d'agost de 2017

## Estadístiques
A finals del 2013, la diòcesi tenia 852.900 batejats sobre una població de 1.232.000 persones, equivalent al 69,2% del total.
| any  | població | població  | població | sacerdots | sacerdots       | sacerdots       | sacerdots             | diaques | religiosos | religiosos | parròquies |
| ---- | -------- | --------- | -------- | --------- | --------------- | --------------- | --------------------- | ------- | ---------- | ---------- | ---------- |
| any  | batejats | total     | %        | total     | clergat secular | clergat regular | batejats por sacerdot | diaques | homes      | dones      |            |
| 1969 | ?        | 676.000   | ?        | 499       | 181             | 318             | ?                     |         | 395        | 1.191      | 110        |
| 1980 | 720.000  | 1.100.000 | 65,5     | 264       | 166             | 98              | 2.727                 | 2       | 98         | 975        | 210        |
| 1990 | 915.000  | 1.306.000 | 70,1     | 190       | 127             | 63              | 4.815                 | 10      | 130        | 786        | 206        |
| 1999 | 846.000  | 1.202.000 | 70,4     | 179       | 111             | 68              | 4.726                 | 30      | 118        | 624        | 108        |
| 2000 | 846.000  | 1.200.000 | 70,5     | 167       | 112             | 55              | 5.065                 | 30      | 104        | 566        | 108        |
| 2001 | 799.000  | 1.134.000 | 70,5     | 166       | 113             | 53              | 4.813                 | 30      | 107        | 552        | 108        |
| 2002 | 799.000  | 1.145.681 | 69,7     | 181       | 122             | 59              | 4.414                 | 31      | 111        | 569        | 108        |
| 2003 | 791.234  | 1.134.546 | 69,7     | 177       | 120             | 57              | 4.470                 | 30      | 97         | 528        | 108        |
| 2004 | 791.234  | 1.134.546 | 69,7     | 174       | 123             | 51              | 4.547                 | 31      | 84         | 580        | 110        |
| 2006 | 795.000  | 1.139.000 | 69,8     | 170       | 122             | 48              | 4.676                 | 33      | 83         | 534        | 110        |
| 2013 | 852.900  | 1.232.000 | 69,2     | 143       | 111             | 32              | 5.964                 | 37      | 77         | 377        | 110        |